# UEFA Champions League 2006–2007
UEFA Champions League 2006–2007 ist ein Fußballsimulations-Videospiel, das von EA Canada entwickelt und von Electronic Arts veröffentlicht wurde. Es erschien am 20. März 2007 in Nordamerika und am 22. März in Europa für PlayStation 2, Microsoft Windows und Xbox 360.

## Beschreibung
UEFA Champions League 2006–2007 wurde mit derselben Engine wie FIFA 07, mit kleinen graphischen Unterschieden, entwickelt. Erstmals wurde Ultimate Team auf der Xbox 360 eingeführt.

## Ligen
- Premier League
- Ligue 1
- Bundesliga
- Serie A
- La Liga

## Clubs aus anderen Ligen
- AEK Athen
- Benfica Lissabon
- Celtic Glasgow
- Dynamo Kiew
- FC Kopenhagen
- FC Porto
- Galatasaray Istanbul
- Lewski Sofia
- Olympiakos Piräus
- PSV Eindhoven
- RSC Anderlecht
- Schachtar Donezk
- Spartak Moskau
- Sporting Lissabon
- Steaua Bukarest
- ZSKA Moskau

## Soundtrack
- Andy Caldwell feat. Gina Rene – „Runaway“ – Universal Truth
- Baïkonour – „Jain Rock“ – Topo Gigio vs. Baïkonour
- Bonobo feat. Bajka – „Nightlite“ – Days to Come
- Brazilian Girls – „Le Territoir“e – Talk to La Bomb
- Cal Tjader – „Mambo Mindoro“ (Hex Hector Remix) – Explorations
- Champion – „Two Hoboes“ – Chill'em All
- Osunlade – „Two Phish“ – Aquarian Moon
- Ray Barretto – „Work Song“ (Thievery Corporation Remix) – Explorations
- Thunderball feat. Miss Johnna M. – „Chicachiquita“ – Cinescope
- Yunus Guvenen – „Indıgo“